# カモン・ミックス!
「カモン・ミックス!」は、ハロー!プロジェクトのシャッフルユニット・GOODM!Xの配信限定シングル。2024年2月14日にUP-FRONT WORKSから発売。

## 背景・リリース
春日井製菓の商品「つぶグミ」の発売30周年を記念し、ハロー!プロジェクトとのコラボレーション企画として、シャッフルユニット「GOODM!X（グッドミックス）」を結成。メンバーは、モーニング娘。'24の岡村ほまれ、アンジュルムの橋迫鈴、Juice=Juiceの有澤一華、つばきファクトリーの河西結心、BEYOOOOONDSの西田汐里、OCHA NORMAの北原ももの6名で、ハロー!プロジェクトに所属するグループから1名ずつ選抜された。
2024年2月6日、ユニットのオリジナル楽曲「カモン・ミックス!」のミュージック・ビデオを、アップフロントグループの公式YouTubeチャンネルにて公開。14日には、ハイレゾ音源を含むダウンロード配信を開始。

## 制作・音楽性
作詞・作曲を山崎あおいが、編曲を板垣祐介が担当。山崎は「つぶグミのように、カラフルでフレッシュで色んな味を楽しめる曲になりました」とコメントしている。GOODM!Xの特設サイトでは、「いろいろな個性を持つ人たちが集まるともっと楽しくなる! というメッセージを表現した、楽しくて、元気あふれる楽曲」と紹介している。
曲中では、有澤一華がヴァイオリンを演奏している。また有澤は、GOODM!Xのメンバーについて、全員が所属グループや歌い方、声色が異なるものの、「ユニゾンになったときの混ざり合い具合の相性の良さがすごい。どういう声になるんだろうってレコーディングしたときは思っていたんですけど、音源をいただいたときに、すごく良い化学反応が出ていて」と振り返っている。

## プロモーション
2024年3月1日から30日まで、GOODM!Xとカラオケ ビッグエコーとのコラボレーションキャンペーンを実施。秋葉原電気街口駅前店、名駅笹島交差点前店、なんばアムザ店の3店舗に「GOODM!Xルーム」が設置されたほか、オリジナルドリンクが販売された。キャンペーン開始前日となる2月29日には、GOODM!Xのメンバーである河西結心と北原ももに加え、OCHA NORMAの米村姫良々が秋葉原電気街口駅前店のGOODM!Xルームを訪れている。
2024年3月25日より、GOODM!Xをイメージし6種の味をアソートした商品「つぶグミGOODM!X」（パッケージは全8種）が、全国のスーパーマーケットやコンビニエンスストアなどで数量限定発売された。また、2024年3月30日・31日に幕張メッセ 国際展示場11ホールで開催されたイベント『カーボンニュートラルを考える2024 by SATOYAMA & SATOUMI movement』では、「つぶグミGOODM!X」全8種とGOODM!Xメンバーのツーショットチェキ風カードが封入された「つぶグミGOODM!Xコンプリートボックス」が2693個限定で販売された。

## 収録曲
1. カモン・ミックス! [3:22]
  - 作詞・作曲：山崎あおい / 編曲：板垣祐介

TBS系情報・ドキュメンタリー番組『ふるさとの未来』2024年3月度エンディングテーマ。
MBS系情報・バラエティ番組『西乃風ブラン堂』2024年3月度エンディングテーマ。
振り付けは片桐由佳が担当[13]。

## 参加メンバー
- 岡村ほまれ（モーニング娘。'24）
- 橋迫鈴（アンジュルム）
- 有澤一華 (Juice=Juice)
- 河西結心（つばきファクトリー）
- 西田汐里 (BEYOOOOONDS)
- 北原もも (OCHA NORMA)